# Château de Pontefract
Le château de Pontefract se dressait autrefois dans le Yorkshire de l'Ouest, en Angleterre. Il fut le théâtre de l’assassinat de Richard II d'Angleterre, avant de faire l’objet de sièges spectaculaires au cours de la Première Révolution anglaise.

## Histoire
Un premier château, connu alors sous le nom de Pomfret, fut construit à cet endroit vers 1070 par Ilbert de Lacy sur une terre que lui avait octroyée Guillaume le Conquérant en récompense de sa participation aux conquêtes normandes. Il existe toutefois des traces d’occupation antérieure. Il s’agissait à l’origine d’une motte castrale en bois, qui fut plus tard remplacée par un château fort.
Robert de Lacy ayant refusé d’aider Henri Ier à lutter contre son frère, le château fut confisqué par la couronne dans les années 1100. Puis les Lacy revinrent habiter le château fort jusqu’au début du XIVe siècle. C’est sous l’autorité des Lacy qu’on construisit le magnifique donjon multilobé.
En 1311, le château passa par alliance dans le fief de la maison de Lancastre. Par jugement du roi, prononcé dans la grande salle, Thomas de Lancastre (1278–1322) fut décapité sous les murs du château six jours après sa défaite à la bataille de Boroughbridge. Cette exécution fit du comte un martyr dont la tombe, au Prieuré de Pontefract, devint un sanctuaire. Par la suite, Jean de Gand, l’un des fils d’Édouard III et duc de Lancastre, trouva le château si agréable qu’il en fit sa résidence personnelle, et dépensa une fortune pour y apporter des améliorations. 

### Richard II
C’est probablement dans le château même, dans la Gascoigne Tower que Richard II fut assassiné en février 1400,. 
La pièce de Shakespeare intitulée Richard III fait allusion à ce meurtre (en même temps qu'elle évoque l'exécution sommaire le 25 juin 1483 de Richard Grey et d'Anthony Woodville, fils et frère de la reine Élisabeth Woodville, veuve d'Édouard IV, sur l'ordre de son beau-frère Richard III) :
Ô Pomfret! Pomfret! Ô toi sanglante prison,
fatale aux nobles pairs de ce royaume !
Dans l’enceinte coupable de tes murs
fut assassiné Richard II,
et, pour que ton sanglant séjour soit plus odieux encore,
nous allons t’abreuver de notre sang innocent.

### Forteresse royaliste
Le château tomba en ruines après avoir été, en tant que forteresse royaliste, assiégé à trois reprises par les forces Parliamentarian au cours de la guerre civile. Le dernier siège, en 1644, s'est traduit par la destruction de l'édifice. Le château de Pontefract était en effet désigné par Oliver Cromwell, chef des Républicains, comme « […] l'une des plus fortes garnisons du royaume ».
Apparemment, la destruction du château à l’issue de la Deuxième guerre civile anglaise reçut l’assentiment de la population, car elle signifiait la fin des campagnes militaires dans la région : pour les habitants, cette forteresse attirait les combats comme un aimant. 
On peut encore aujourd’hui visiter les caves du château du XIe siècle, qui furent utilisées comme magasins à munitions au cours des guerres civiles.

## Description
La principale curiosité du site sont les ruines du donjon, car il subsiste fort peu d’exemplaires de cette architecture multilobée. La Tour de Clifford dans les environs de York en est un atout comme le château d'Étampes en France.

## Notes et références

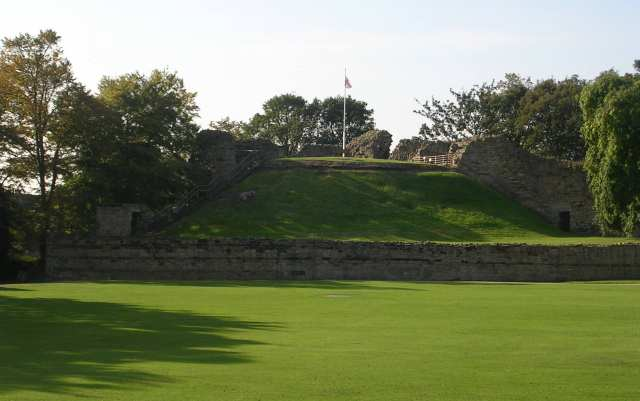
Motte et donjon